# Chapelle Saint-Théodore de Vienne
Chapelle créée au XVe siècle par le chanoine Claude de Virieu et sa sœur Jeanne.

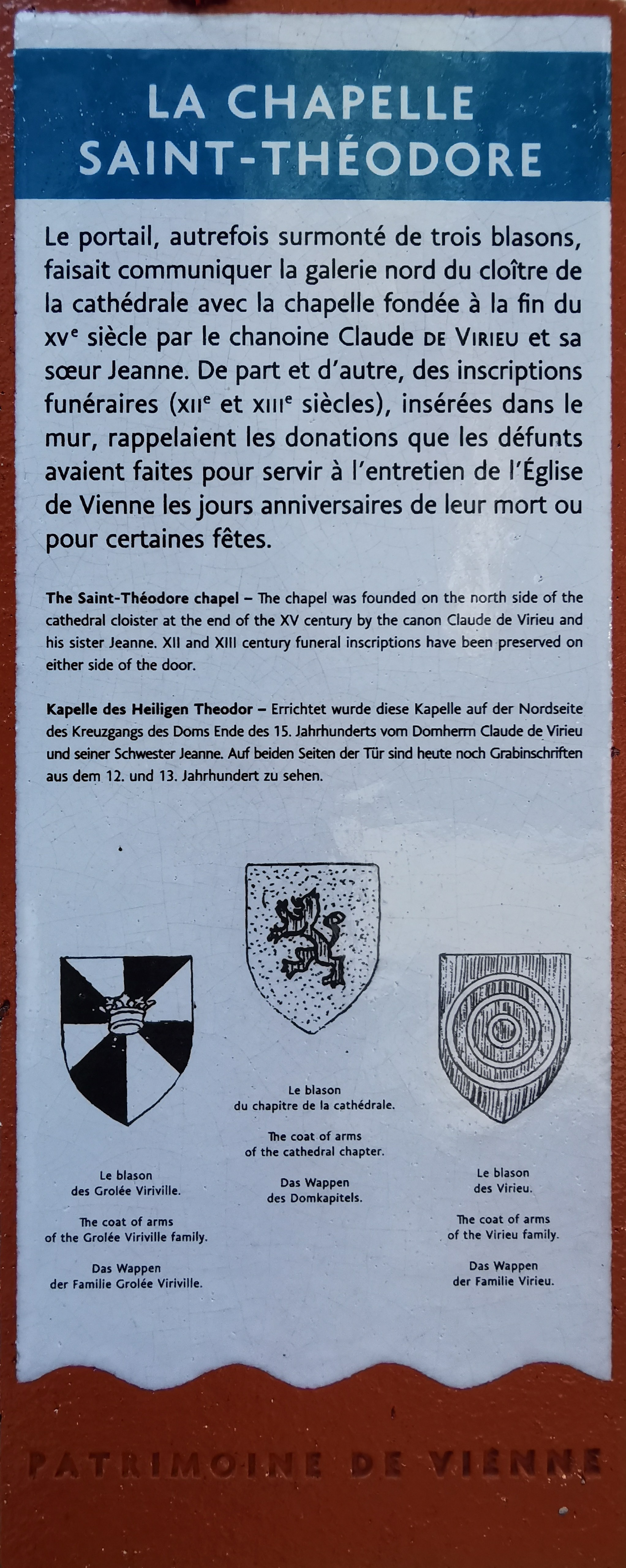
Panneau du parcours du patrimoine de Vienne
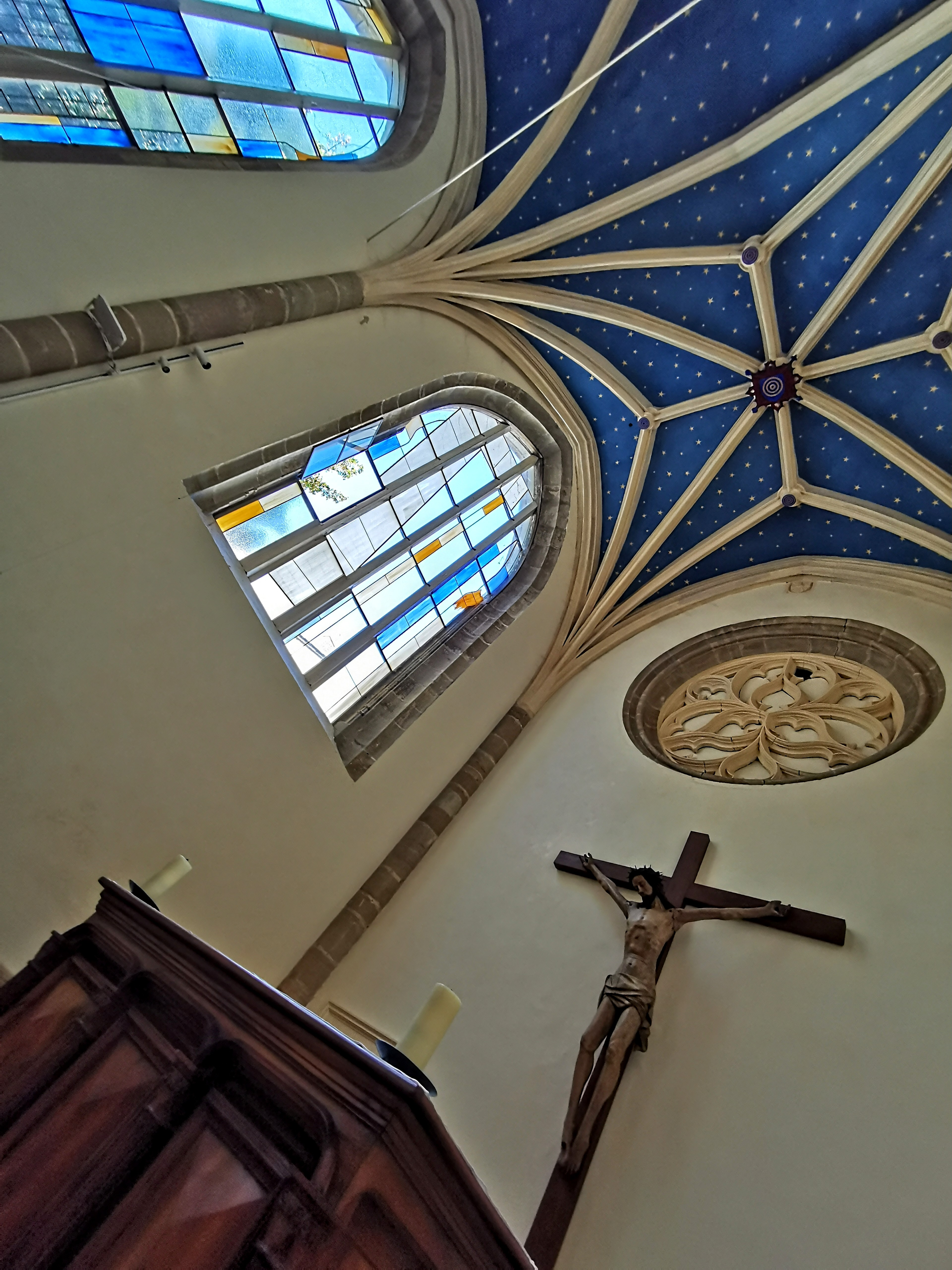
Autel de la chapelle
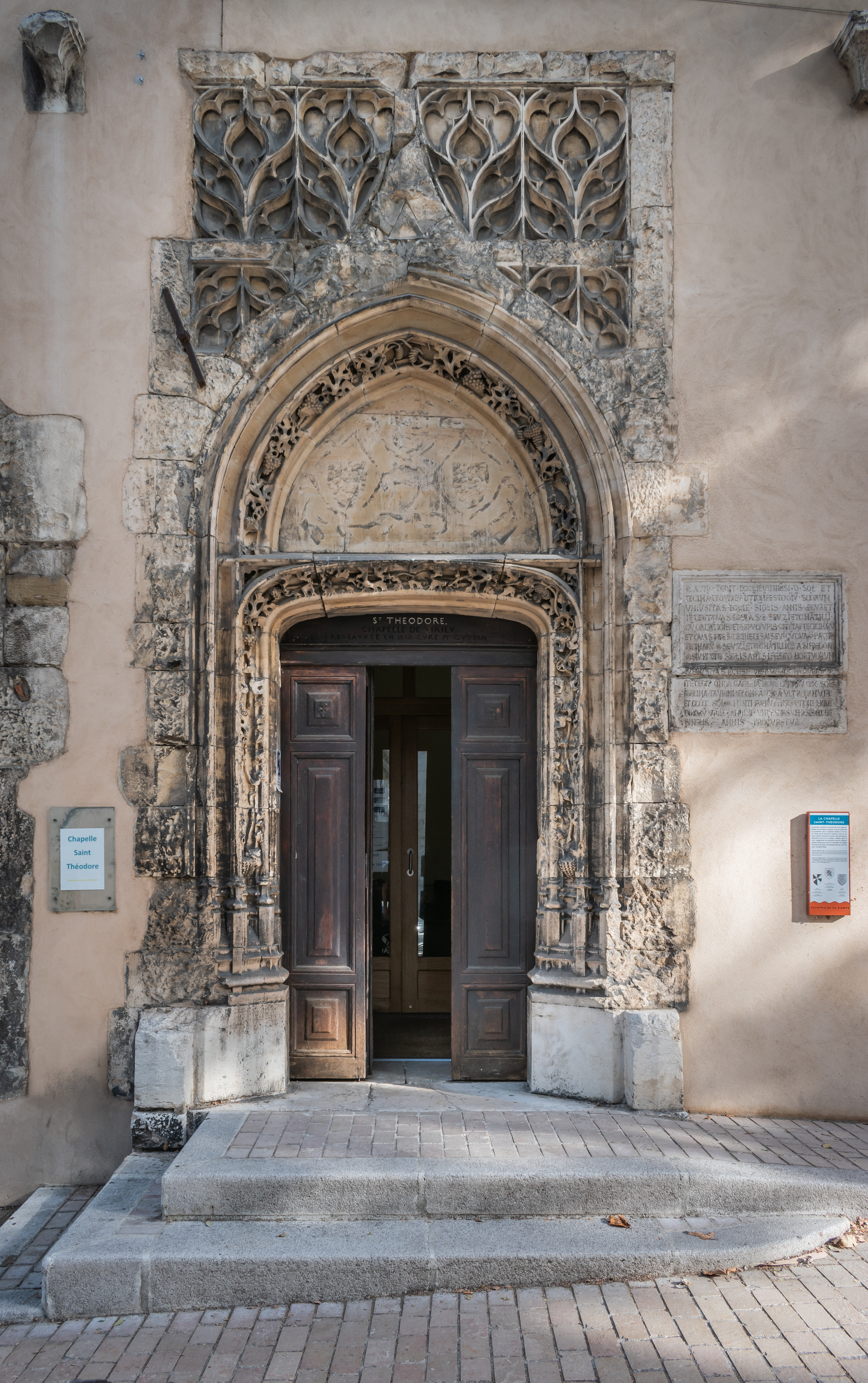
Porte d'entrée de la chapelle
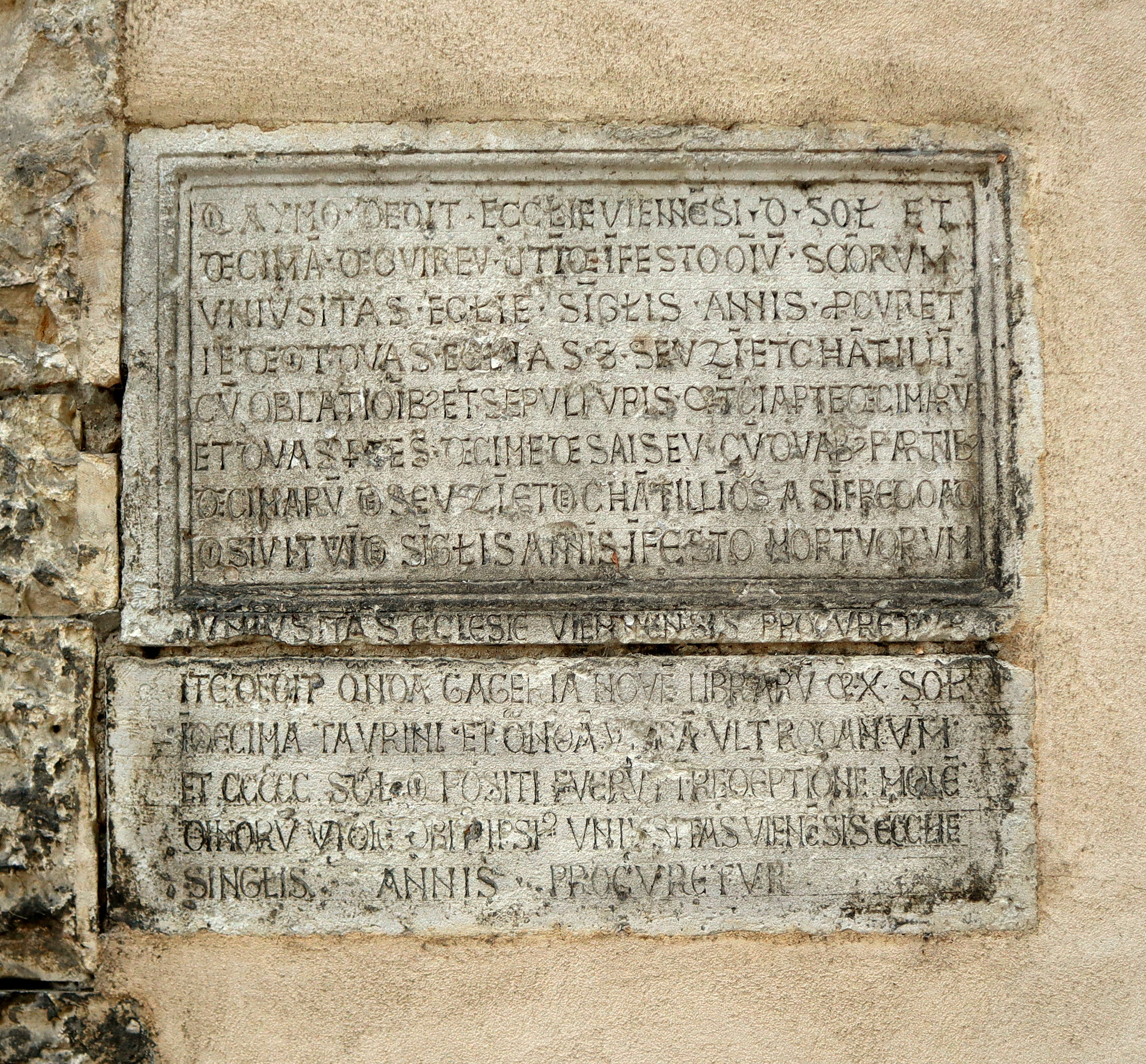
Plaque funéraire d'Aymon de Virieu (12e siècle)